# Oroszfája
Oroszfája (románul Orosfaia) település Romániában Beszterce-Naszód megyében.

## Fekvése
Besztercétől délre, Komlód és Nagynyulas között fekvő település.

## Története
1297-ben Oruzfaya néven említik először.
A falu lakossága a reformáció idején felvette a református vallást. 1661-ben török és tatár katonák elpusztítják a települést, amely később vegyes román és magyar lakossággal települ újra.
A trianoni békeszerződésig Kolozs vármegye Mezőörményesi járásához tartozott.

## Lakossága
1910-ben 888 lakosából 632 román, 240 magyar és 16 német volt.
2002-ben 468 lakosából már 427 román volt és csak 41 magyar.

## Híres emberek
- Pergő Celesztin (1784 - 1858) színész, drámaíró.